# ツボ娘
『ツボ娘』（ツボっこ）は、TBSで2010年4月8日（7日深夜）から2015年3月26日まで放送されていた広報・情報・トーク番組である。

## 概要
長年日曜深夜に設けられていたTBSグループ広報番組枠 が、『エンタメ!』との事実上の枠交換で水曜深夜に移り、2010年4月から開始されたのがこの番組である。開始当初は女性アナウンサーをメインとして全面ロケというかつての『デジ@缶』及び『メガデジ』のフォーマットに回帰するような番組構成だった。
2011年秋までは半年ごとに放送曜日を変更し、特に2011年4月からの半年間はもともとTBSグループ広報番組を放送し続けてきた日曜深夜に一旦回帰したが、同年10月からは水曜深夜に落ち着く。同年末までは3時台に放送し、2012年1月から30分繰り上げ深夜2時台に枠移動。
2015年春の改編で早朝4:00開始の生情報番組『はやドキ!』を新設する事情もあり、同年3月26日未明の放送をもって、当番組は5年の歴史に幕を下ろした。同時にTBSグループ広報番組枠自体も消滅した。

## 出演者
司会
- 出水麻衣（TBSアナウンサー） 
  - 開始当初は他のTBSアナウンサーも含めた週替わり担当と思われていたが、一貫して出水以外のアナウンサーは登場することはなく、いつしか正式に出水の固定担当となった。

コーナー進行
- 浜ロン
  - 第41回放送分「大ブレイク5秒前!?お笑い万馬券グランプリ2011」に出演したのがきっかけで、2011年4月からレギュラーに昇格。

ゲスト
第1回 - 日向千歩（女優）
第2回 - 小川晃代（写真家）
第3回 - 河村和奈（女優）
第4回 - 江渡万里彩（アイドル）
第5・8回 - モーニング娘。（高橋愛、新垣里沙、リンリン）
第6回 - 藤岡静香（ファッションモデル）
第7回・33回 - 芹那（SDN48）
第9・10回 - 新実菜々子（ジュニアアイドル）
第11回 - 松本さゆき（グラビアアイドル）
第12回 - おかもとまり（ものまねタレント）
第13回・33回 - KONAN（SDN48）
第14回 - SKE48（松井玲奈、矢神久美、高柳明音）
第15・17回 - 女ものまね芸人たちによるモノマネアワード
第16回 - スマイレージ（アイドル）
第18回 - 小林さり（ミスマガジングランプリ）
第19回・49回 - SCANDAL（ガールズバンド）
第20回 - みずき舞（美人演歌歌手）
第21回 - 黒宮ニイナ（タレント）
第22回 - Ve.ナース（新ジャンル・アイドル）
第23回 - 菅山かおる（ビーチバレー）
第24回 - 光上せあら（歌手）
第25回 - 落合真理（元女子バレーボール選手）
第26回 - 伊藤えみ（グラビアアイドル）
第27・28回 - 多良アンナ（タレント）
第29回 - 真野恵里菜（ハロー!プロジェクト）
第32回 - 蓮菜貴子（現役女子大生タレント）
第33回 - 佐藤由加理
第34回 - 4Minute（K-POPガールズグループ）
第35回・36回・37回 - 丸高愛実
第38回 - 溝口真央（女優・タレント）
第39回 - 大石眞行・西湖（占い師）
第40回 - 大政絢・岡本あずさ・岡本杏理（ケータイ刑事3姉妹）
第41回 - 「大ブレイク5秒前!?お笑い万馬券グランプリ2011」
第42回 - MariEri（双子の現役ナース）
第43回 - 志村理佳（アイドルグループ SUPER☆GiRLS）
第44回 - 川端かなこ&ろみひ（eggモデル）
第45回 - 松山メアリ&高月彩良（女性5人組ユニット bump.y）
第46回 - 大亀あすか&渕上舞（声優）
第47回 - 夢の宝くじ「ロト6」にリベンジ
第48回 - 石田純一
第50回 - 山本早織（タレント）
第51回 - 渡辺未優（SANYOイメージガール「4代目ミスマリンちゃん」）
第52回 - 中島愛里（ タレント）
第53回 - 高見こころ
第54回 - 重盛さと美
第55回 - 涼風花（「美人すぎる 書道家」）
第56回 - 大国男児（韓国アイドルグループ）
第57回 - SUPER☆GiRLS（アイドルグループ）
第58回 - 乃下未帆
第59回 - 虎南有香・喜屋武ちあき・原田まりる（以上、中野腐女シスターズ）
第60回 - 夢の宝くじ「ロト6」で一攫千金!第3弾 AMEMIYA・おにぎり
第61回 - 水谷望愛（綾波レイ役）・清水恵理（碇シンジ役）・釆女華（渚カヲル役）　（以上、「エヴァンゲリオンレーシング」のレースクイーン）
第62回 - 時東ぁみ
第63回 - AeLL.　（アイドルグループ）篠崎愛 西恵利香 石條遥梨 鷹那空実
第64回 - (WEB番組「ギャルトーク天国」とのコラボ企画）今泉宏美・川端かなこ・寿るい・鈴木あや・てんちむ・日菜あこ・ろみひ
第65回 - 舟山久美子・村田莉
第66回 - ぱすぽ☆ 奥仲麻琴・根岸愛・岩村捺未・佐久間夏帆
第67回 - トレーディングカードゲーム「カードファイト！ヴァンガード」特集　ゲスト：DAIGO・寺川愛美
第68回 - 中島早貴（℃-ute）
第69回 - 矢敷真帆・矢敷梨紗
第70回 - 鈴木奈々・青木英李
第71回 - 吉田怜香（おしゃP）
第72回 - 真崎ゆか（R&Bシンガー）
第73回 - 小日向えり
第74回 - 中野唯花・東野佑美（BLENDAモデル）
第75回 - 吉木りさ
第76回 - 川崎希
第77回 - 杉原杏璃
第78回 - Kylee
第79回 - 菜々緒
第80回 - 荻原桃子
第81回 - 菜乃花
第82回 - 熊井友理奈（Berryz工房）・鈴木愛理（℃-ute）
第83回 - 逢沢りな
第84回 - 鈴木奈々・ギャルトーク天国出演者：今泉宏美・川端かなこ・寿るい・鈴木あや・てんちむ・日菜あこ・ろみひ
第85回 - トレーディングカードゲーム「ヴァイスシュヴァルツ」特集　ゲスト：神戸蘭子・寺川愛美
第86回 - 吉川友
第87回 - 中田彩・西原郁子（スマイル向上委員会）
第88回 - 風男塾
第89回 - 運気を上げる占い特集!
第90回 - 乃木坂46（生駒里奈・白石麻衣・松村沙友理・高山一実）
第91回 - 伊藤寿賀子・冨張愛
第92回 - 黒澤ゆりか
第93回 - 相楽樹
第94回 - 川口春奈
第95回 - 和田絵莉・岡田紗佳
第96回 - ミスFLASH（葉加瀬マイ・遠野千夏・小松美咲）
第97回 - 「ツボ娘ハンター!」
第98回 - ミス東スポ（櫻井里佳・木嶋のりこ・市川みき）　
第99回 - D☆DATE
第100回 - 吉川まりあ
第101回 - バニラビーンズ
第102回 - AKINA
第103回 - 「ツボ娘ハンター!」花魁oiran居酒屋 こまち
第104回 - 田中涼子
第105回 - BENI
第106回 - 「ツボ娘ハンター!」コスプレ居酒屋「小悪魔の宴 LittleBSD」
第107回 - 魔女っこ
第108回 - mini
第109回・110回 - 相沢まき、さがゆりこ
第111回 - 恒吉梨絵
第112回 - ちぇきな
第113回 - トーキングブンブン
第114回 - 三津谷葉子
第115回 - 緑川静香
第116回 - 佐々木心音
第117回 - 柏木美里
第118回 - さんみゅ〜（西園みすず・木下綾菜・長谷川怜華・小林弥生）
第119回 - Juliet（ユミ・マイコ・ハミ）
第120回 - 鎌田紘子
第121回 - E-Girls（Ami〈Dream〉・鷲尾伶菜〈FLOWER〉・KAEDE〈Happiness〉）
第122回 - 小池里奈
第123回 - 代々木姉妹
第124回 - 松中みなみ
第125回 - 壇蜜
第126回 - 坂田梨香子
第127回 - 徳永千奈美（Berryz工房）・矢島舞美（℃-ute）
第128回 - 東京女子流
第129回 - 藤江れいな（AKB48）
第130回 - 森下悠里
第131回 - 小島瑠璃子
第132回 - 栗山夢衣
第133回 - [総集編]杉原杏璃・魔女っこ・壇蜜・川口春奈・BENI・E-Girls・藤江れいな・乃木坂46・バニラビーンズ
第134回 - [総集編]徳永千奈美（Berry工房）・相楽樹・坂田梨香子・佐々木心音・菜々緒・黒澤ゆりか・田中涼子・Juliet・緑川静香・吉木りさ・森下悠里
第135回 - 波瑠
第136回 - GILLE
第137回 - 岸明日香
第138回 - 岩﨑名美
第139回 - ラブリ
第140回 - 夏美
第141回 - 7!!
第142回 - 今野杏南
第143回 - 石井寛子(アプリソムリエ)
第144回 - 有村架純
第145回 - Silent Siren
第146回 - ミスFLASH2013(階戸瑠李・永井里菜・池田裕子）
第147回 - 星名美津紀
第148回 - 小野恵令奈
第149回 - でんぱ組.inc
第150回 - 中村愛
第151回 - Cheeky Parade (関根優那・鈴木友梨耶・鈴木真梨耶)
第152回 - 神定まお
第153回 - C@n-dols
第154回 - 尾崎ナナ
第155回 - Pimm's
第156回 - 有末麻祐子
第157回 - 日南響子
第158回 - ALISA
第159回 - BiS（ビス）
第160回 - 亜里沙
第161回 - 私立恵比寿中学　星名美怜 ＆ 柏木ひなた
第162回 - 伊藤奈々
第163回 - 佐山彩香
第164回 - 高橋メアリージュン
第165回 - 椿姫彩菜
第166回 - トミタ栞
第167回 - 本山なみ
第168回 - 鈴木あや
第169回 - ケラケラ　ボーカル：MEME
第170回 - 上間美緒
第171回 - 三戸なつめ
第172回 - 青山美郷
第173回 - 椎名ひかり
第174回 - 平祐奈
第175回 - 土屋太鳳
第176回 - 優希美青
第177回 - 吉倉あおい
第178回 - ミスヤングチャンピオン2013(小田島渚・橋本楓・百瀬美鈴）
第179回 - 佐野ひなこ
第180回 - 小鳥遊しほ
第181回 - 高崎聖子
第182回 - 東京パフォーマンスドール(高嶋菜七・上西星来・櫻井紗季・美波沙南）
第183回 - [総集編](優希美青・波瑠・椎名ひかり・有村架純・尾崎ナナ・岸明日香・星名美津紀・高崎聖子・土屋太鳳・佐野ひなこ・岩﨑名美・平祐奈)
第184回 - 紗倉まな
第185回 - 武田梨奈
第186回 - 2014年三愛水着イメージガール(久松郁実)
第187回 - 高橋ユウ
ナレーション
- 清野茂樹

## スタッフ
- 構成：高倉俊祐
- 編集：田中誠一
- MA：渡辺貴代司
- 音響効果：加藤博紀、小山竜一
- 協力：ケイプラン麹町スタジオ
- 技術協力：TBSテックス、CRAZY TV
- スタイリスト：河西真弓
- メイク：山口梓
- WEBディレクター：野宮由紀子
- AP：田久保潤子、合坪邦弘
- AD：荻原淳、杉本幸永
- ディレクター：金原永知、阪本亮介、加藤大、田代義信
- プロデューサー：青山優子、上原英範
- 制作協力：オイコーポレーション、TBSトライメディア
- 企画協力：BS-TBS、TBSディグネット、TCエンタテインメント
- 製作著作：TBS

### 歴代のスタッフ
- 構成：高宮進吉
- 編集：遠山貴博
- MA：植木俊彦
- プロデューサー：牛久保剣、佐藤友香→矢島公紀、唐牛道雄